# Ерих Хакъл
Ерих Хакъл (на немски: Erich Hackl) е австрийски белетрист и преводач, роден на 26 май 1954 г. в Щайр, провинция Горна Австрия.

## Биография
Ерих Хакъл прекарва детството и младостта си в своя роден град. Там завършва гимназия, после следва германистика и испанистика в университетите на Залцбург, Саламанка и Малага. От 1977 г. преподава немски език и австрийска литература в университета „Комплутенсе“ в Мадрид. От 1979 до 1983 г. е учител по немски и испански във Виена, а от 1981 до 1990 г. преподава във виенския Институт по романистика.
От 1983 г. Ерих Хакъл е писател на свободна практика. Многочислени пътувания го отвеждат в различни страни от Латинска Америка.
Ерих Хакъл е член на Немската академия за език и литература в Дармщат.

## Награди и отличия
- 1987: „Литературна награда „Аспекте““
- 1991: „Евангелистка награда за книга“ für Abschied von Sidonie
- 1991: „Австрийска държавна награда за литература“
- 1994: „Културна награда на провинция Горна Австрия“ (за литература)
- 1995: „Награда Герит Енгелке“
- 1996: Bruno-Kreisky-Preis für das politische Buch
- 1997: Premio Hidalgo
- 2002: „Литературна награда на Золотурн“
- 2002: „Литературна награда на Виена“
- 2004: „Почетна награда на австрийските книгоиздатели за толерантност в мислите и действията“
- 2006: Brüder-Grimm-Professur
- 2007: Donauland Sachbuchpreis
- 2010: Ehrendoktorwürde der Paris-Lodron-Universität Salzburg
- 2013: „Награда Адалберт Щифтер“
- 2014: „Награда Вили и Хелга Феркауф-Верлон“
- 2014: Österreichischer Staatspreis für literarische Übersetzung
- 2015: Ehrenring der Stadt Steyr
- 2015: „Награда Антон Вилдганс“